# 고상지
고상지(1983년 8월 3일 ~ )는 대한민국의  반도네온 연주자이다.

## 소속사
- PrivateCurve(프라이빗커브)

## 학력
- 대전과학고등학교 수료
- 한국과학기술원(KAIST) 중퇴
- Orquesta Escuela de Tango Emilio Balcarce 졸업 (부에노스 아이레스,아르헨티나)

## 경력
- 일본의 세계적인 반도네온 연주자 료타 코마츠 (小松亮太)를 사사. (2006~2009)[6]
- 누에보 탱고의 창시자인 아스토르 피아솔라 퀸텟 (Ástor Piazzolla Quintet)의 피아니스트 거장 파블로 지글러 (Pablo Ziegler)와 함께 세계적인 연주활동중인  반도네온 연주자 월터 카스트로 (Walter Castro)를 사사.
- 세계적인 반도네온 연주자 레오폴드 페데리코 (Leopoldo Federico)와 함께 많은 연주활동을 하고있는 페데리코 뻬레이로 (Federico Pereiro)를 사사. (2009~2011)
- 2006 Rock classic Concert를 비롯해서 도쿄 반도네온 정기 연주회에 “고마츠 료타 유닛트”로 출연했으며 2007 Space Concert, Rodin Tribute Concert (Tribute to Tango)에 참여하였다.
- 2009년부터 2년간 아르헨티나로 유학하여 오르께스타 에스꾸엘라 데 땅고 에밀리오 발카르세 (Orquestra Escuela de Tango Emilio Balcarce)를 수석입학하였으며 그 일원으로 반도네온의 거장 네스토르 마르코니 (Nestor Marconi), 레오폴드 페데리코 (Leopoldo Federico)등 세계적인 음악가들과 많은 연주활동을 하고 귀국하였다.[7]
- 가수 정재형, 김동률, 윤상, 이적, 하림, 유희열, 이문세, 루시드 폴, 클래식 첼리스트인 송영훈 등 국내 유명 음악가들의 공연, 음반녹음에 수차례 참여하였다.
- 2011년 7월 2일 무한도전 - 서해안 고속도로 가요제에서 정재형, 정형돈이 결성한 파리돼지앵의〈순정마초〉무대에 등장했다.
- 2012년 영화감독 양효주, 안무가 김영진 등과 함께 서커스를 주제로 한 예술 프로젝트에 음악감독으로 참여해 탱고에 새로운 색깔을 입히는 작업을 하였다.
- 영화 "브로크백 마운틴 "으로 2006년 제78회 오스카 영화음악상을 수상한 영화음악가 구스타보 산타올라야 (Gustavo Santaolalla)가 리더로 있는 세계적인 일렉트릭탱고그룹 바호폰도 (Bajofondo)의 2012년 내한공연에 깜짝 게스트로 출연하여 뛰어난 연주를 통해 함께 공연한 멤버전원과 관중들에게 큰 호평을 받았다.[8]
- 탱고음악과 대중음악의 가교역할을 통해 국내의 대중들에게 탱고음악전파에 많은 노력을 기울이고 있으며 그 노력의 결과로 많은 인기를 얻고있다.
- 매년 정기적으로 아르헨티나의 부에노스아이레스를 방문하여 현지의 많은 연주자들과의 교류를 통해 자신의 음악세계를 넓히고 있다.
- 현재 국내에서 많은 반도네온 연주자 후진양성에 힘쓰고 있으며 매 연주때마다 듀오, 콰르텟, 섹스텟, 옥텟 등 다양한 탱고프로젝트그룹을 결성해 누에보탱고의 창시자 아스토르 피아솔라의 음악을 비롯하여 카를로스 가르델, 후안 다리엔소, 오스발도 푸글리에시, 아니발 트로일로 등의 전통 탱고음악, 자신의 창작곡 및 편곡 등 다양하고 폭넓은 연주활동 중이다.

## 콘서트 출연
- 2008년 《PrologueⅡ》
- 2009년 《PrologueⅢ》
- 2011년  6월 26일  올림픽 공원, 올림픽홀에서 열린 원로 아코디언 연주자 심성락 헌정 음악회《바람의 노래를 들어라》초청 연주자로 참가
- 2012 김동률 전국투어 콘서트 <감사>
- 일렉트로 탱고 밴드 ‘바호폰도 탱고 클럽(Bajofondo Tango Club) 콘서트 게스트 출연 (2012.6.2) 연세대학교 백주년기념관
- 야야 콘서트 (2012.12.28) 클럽오뙤르
- 클래시칸의 탱고 (2012.09.11) 나루아트센터 대공연장
- 고상지와 탱고와 매미와 전봇대 (2012.10.13) 올림픽공원내 올림픽홀 뮤즈라이브
- 고상지밴드와 함께하는 탱고 에세나리오 - El Tango (2012.08.25) 은평문화예술회관
- 탱고와 부에노스 아이레스 (2012.07.19) 올림푸스홀
- 서울재즈페스티벌 2012 (2012.05.19 ~ 2012.05.20) 올림픽공원 88잔디마당
- 박주원 기타 콘서트 (2012.12.14) 마포아트센터 아트홀 맥
- 사운드 러쉬 Vol.1 (2012.08.12)  홍대 라이브홀 프리즘
- 고상지의 El fueye kongru (2013.03.23) KT&G 상상아트홀
- 서울재즈페스티벌 2013 (2013.05.17 ~ 2013.05.18) 올림픽공원
- 고상지 앨범 발매 기념 단독 콘서트 <maycgre 1.0> (2014.10.25) 백암아트홀
- 고상지 연말 콘서트 Adios 2014 (2014.12.31) 세종M시어터
- 고상지 신년 콘서트 '출격' 2017.01.06 세종M시어터

## 앨범 발매
- 디지털 싱글 <maycgre> (2014.08.28)
- 정규 1집 <maycgre 1.0> (2014.09.23)
- 정규 2집 <Ataque del Tango> (2016.06.02)
- 디지털 싱글 <마지막 만담> (2017.08.25)
- 디지털 싱글 <ADVENTURE (BLUE)> (2017.12.05)
- 정규 3집 <Tears of Pitou> (2017.12.12)